# Sebastian Wolf
Sebastian Wolf – niemiecki okulista, retinolog, chirurg witreoretinalny (szklistkowo-siatkówkowy), profesor i dyrektor kliniki okulistyki szwajcarskiego Uniwersytetu w Bernie.

## Życiorys
Wykształcenie zdobywał w niemieckim RWTH Aachen w Akwizgranie. W 1983 uzyskał tam dyplom z inżynierii mechanicznej oraz dwa doktoraty: w 1988 z inżynierii mechanicznej oraz w 1989 z medycyny. W 1992 odbył staż badawczy w Schepens Eye Research Institute (Harvard Medical School) w USA. Po ukończeniu specjalizacji z okulistyki (1994), ukończył także specjalizację z chirurgii siatkówki (1996). Habilitował się z medycyny na macierzystym RWTH Aachen w 1995. Od 1980 do 1999 zajmował na macierzystej uczelni różne stanowiska naukowo-kliniczne, głównie związane z okulistyką (w końcowym okresie zatrudnienia w RWTH Aachen, tj. w latach 1996–1999, zajmował w klinice uniwersyteckiej stanowisko Leitender Oberarzt oddziału chirurgii szklistkowo-siatkówkowej). 
W 1999 przeniósł się z Akwizgranu do Lipska, gdzie do 2004 pracował jako profesor w klinice okulistycznej Uniwersytetu w Lipsku (poziom C2 w niemieckim systemie kariery akademickiej). W 2005 uzyskał stanowisko profesora i szefa kliniki okulistyki Uniwersytetu w Bernie.
W pracy badawczej i klinicznej specjalizuje się w: makulopatii związanej z wiekiem, inżynierii biomedycznej stosowanej w retinopatii cukrzycowej, obrazowaniu medycznym, przetwarzaniu obrazu oraz mikrokrążeniu.
Jest redaktorem naczelnym czasopisma „Ophthalmologica" oraz członkiem rad redakcyjnych czasopism okulistycznych: „Der Ophthalmologe" (od 1996), „Graefe's Archive for Clinical and Experimental Ophthalmology" (od 1999), „Investigative Ophthalmology & Visual Science" (od 2005) oraz „European Journal of Ophthalmology" (od 2005). Swoje prace publikował w wiodących czasopismach okulistycznych, m.in. w „Ophthalmology", „Retina", „Acta Ophthalmologica", „Journal of Ocular Pharmacology and Therapeutics" oraz „British Journal of Ophthalmology".
Należy do szeregu towarzystw okulistycznych: Niemieckiego Towarzystwa Okulistycznego (Deutsche Ophthalmologische Gesellschaft, od 1985), Niemieckiego Towarzystwa Mikrokrążenia Klinicznego i Hemoreologii (Deutsche Gesellschaft für klinische Mikrozirkulation und Hämorheologie, DGKMH, od 1985), Szwajcarskiego Towarzystwa Okulistycznego (Schweizerische Gesellschaft für Ophthalmologie), Association for Research in Vision and Ophthalmology (ARVO, od 1989), Niemieckiego Towarzystwa Retinologicznego (Deutsche Retinologische Gesellschaft, od 1990), Amerykańskiej Akademii Okulistyki (od 1992), szwajcarskiego Klubu Julesa Gonina skupiającego specjalistów zajmujących się schorzeniami siatkówki (od 2000 r.), Retina Society (od 2004) oraz European Society of Retina Specialists (EURETINA), którego był prezesem w okresie 2017-2019.